# Kazandibi
Le kazandibi (littéralement « fond de kazan ») est un dessert turc. Il peut s’apparenter à un pudding au lait caramélisé.

## Préparation
Il est traditionnellement préparé en brulant un fond de tavuk göğsü,. Une de ses variantes peut utiliser du mouhallabié à la place.

## Historique
Il a été élaboré dans les cuisines du palais ottoman[évasif] et est aujourd'hui l'un des desserts turcs les plus populaires. 